# Astragalus siliceus
Astragalus siliceus är en ärtväxtart som beskrevs av Rupert Charles Barneby. Astragalus siliceus ingår i släktet vedlar, och familjen ärtväxter. Inga underarter finns listade i Catalogue of Life.